# 竜川県
竜川県（りゅうせんけん）は中華人民共和国広東省河源市に位置する県。

## 歴史
前214年、秦朝により百越平定後に竜川県が設置され現在に至る。

## 行政区画
下部に24鎮を管轄する
- 老隆鎮、義都鎮、佗城鎮、鶴市鎮、黄布鎮、紫市鎮、通衢鎮、登雲鎮、豊稔鎮、四都鎮、鉄場鎮、竜母鎮、田心鎮、黎咀鎮、黄石鎮、赤光鎮、回竜鎮、新田鎮、車田鎮、岩鎮鎮、麻布崗鎮、貝嶺鎮、細坳鎮、上坪鎮

## 交通

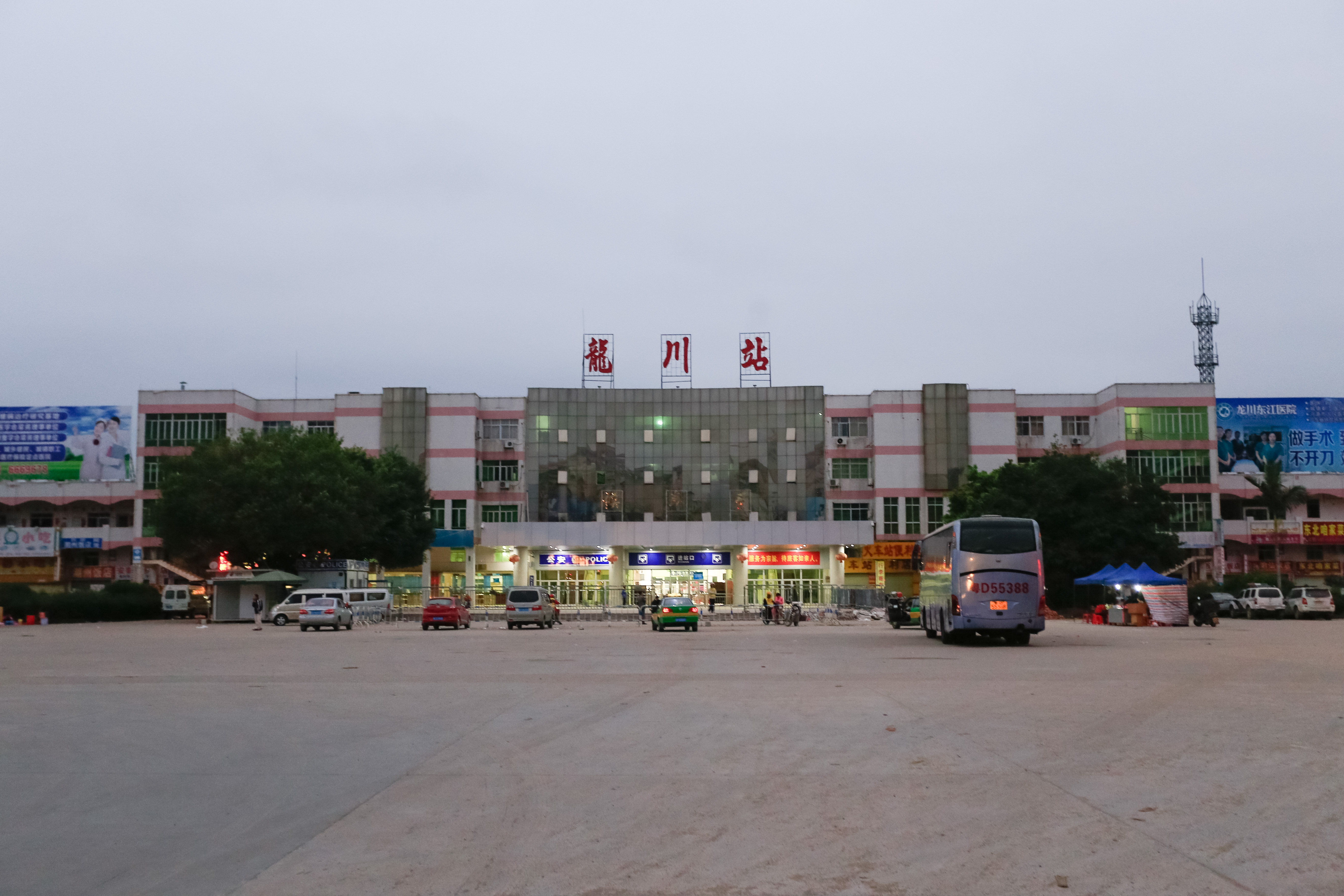
竜川駅

### 鉄道
- 中国国家鉄路集団
  - 京九線、漳竜線（中国語版）
    - 竜川駅

  - 贛深旅客専用線（中国語版）、竜竜高速鉄道（中国語版）
    - 竜川西駅

### 道路
- 高速道路
  -  長深高速道路
  -  汕昆高速道路
  -  広竜高速道路（中国語版）
- 国道
  - G205国道（中国語版）
  - G236国道（中国語版）